# Zombie Live
«Zombie Live» — первый концертный альбом Роба Зомби. Альбом был записан во время тура в поддержку нового альбома Educated Horses. Запись проходила в DTE Energy Music Theatre, располагающемся в городе Детройте.

## Список композиций
1. «Sawdust in the Blood» — 1:40
2. «American Witch» — 4:01
3. «Demon Speeding» — 3:33
4. «Living Dead Girl» — 3:25
5. «More Human than Human» — 4:23
6. «Dead Girl Superstar» — 3:12
7. «House of 1000 Corpses» — 4:29
8. «Let It All Bleed Out» — 4:08
9. «Creature of the Wheel» — 3:36
10. «Demonoid Phenomenon» — 4:18
11. «Super-Charger Heaven» — 3:29
12. «Never Gonna Stop (The Red Red Kroovy)» — 3:06
13. «Black Sunshine» — 3:53
14. «Superbeast» — 4:54
15. «The Devil’s Rejects» — 3:59
16. «The Lords of Salem» — 4:19
17. «Thunder Kiss '65» — 5:19
18. «Dragula» — 5:16

## Участники
- Rob Zombie:
  - Роб Зомби — вокал, продюсирование
  - John 5 — гитара
  - Piggy D — бас-гитара
  - Томми Кьюфтос — ударные
- Скотт Хамфри — продюсер